# باشگاه فوتبال پرسپولیس گناوه
 باشگاه فوتبال پرسپولیس گناوه  یک باشگاه فوتبال ایرانی در شهر گناوه می‌باشد.
این تیم در فصل ۱۲-۲۰۱۱ قهرمان لیگ دسته سوم فوتبال ایران شد.

## عملکرد
| فصل     | لیگ          | رتبه        | جام حذفی    | توضیحات |
| ------- | ------------ | ----------- | ----------- | ------- |
| ۲۰۰۷-۰۸ | لیگ دسته سوم |             | حضور نداشته |         |
| ۲۰۰۸-۰۹ | لیگ دسته سوم | اول         | حضور نداشته | صعود    |
| ۲۰۰۹-۱۰ | لیگ دسته دوم | ۶           | مرحله اول   |         |
| ۱۱–۲۰۱۰ | لیگ دسته دوم | ۱۴/گروه دوم | حضور نداشته | --      |
| ۱۲–۲۰۱۱ | لیگ دسته سوم | اول         |             | صعود    |
| ۱۳–۲۰۱۲ | لیگ دسته دوم |             |             |         |